# Arroyo de la Coronilla
Arroyo de la Coronilla je rijeka u Urugvaju. Protječe departmanom Rocha. Duga je 59 kilometara, a na kraju svoga toka ulijeva u rijeku San Luis.
Pripada slijevu Atlantskog oceana. Budući da je na većini mjesta preplitka za odvijanje riječnog prometa nije plovna.
Poznata je kao stanište brojnih riječnih riba i rakova, a ponegdje uz obalu rijeku naseljavaju vidre i dabrovi.